# Sambucus canadensis
Sambucus canadensis L., 1753 è un arbusto della famiglia delle Viburnaceae, originario di una vasta area del Nuovo Mondo che va dalle zone del Nordamerica ad est delle Montagne Rocciose, attraverso l'America centrale sino al versante nord-occidentale del Sud America.
È una pianta adattabile, in grado di crescere sia sui terreni umidi che su quelli secchi, principalmente nelle zone soleggiate.

## Descrizione
Sambucus canadensis è un arbusto deciduo che può superare i 3 metri d'altezza. Le foglie sono disposte in coppie opposte, pinnate. Le foglie sono suddivise in foglioline lunghe 10 centimetri e larghe 5, il cui numero varia tra 5 e 9. In estate produce corimbi di fiori bianchi grandi tra i 20 ed i 30 centimetri. I singoli fiori misurano 5-6 millimetri di diametro e hanno cinque petali. Il frutto è una piccola bacca sferica, di un colore che varia dal viola scuro al nero, dal diametro di 3-5 millimetri. Le bacche maturano in autunno e sono raggruppate in grappoli.

## Tassonomia
A causa della sua affinità con Sambucus nigra alcuni autori classificano S. canadensis come sottospecie sotto il nome di Sambucus nigra canadensis.

## Usi
Il fiore è commestibile, così come le bacche mature una volta sottoposte a cottura. Le altre parti della pianta, tra cui foglie, steli, radici e bacche non mature sono invece tossiche, poiché contenenti glicosidi cianogenici e alcaloidi. A causa della presenza di glicosidi cianogenici all'interno dei semi, le bacche crude non andrebbero consumate in grandi quantità. Le bacche sono impiegate nella produzione di confetture, gelatine, sciroppi, vino e coloranti. Le foglie e la parte interna della corteccia trovano impiego nella produzione di coloranti ed insetticidi.